# フサイチゼノン
フサイチゼノン（欧字名:Fusaichi Zenon、1997年3月2日 -2024年3月9日 ）は、日本の競走馬、アメリカ合衆国の種牡馬。主な勝ち鞍に2000年の弥生賞。

## 競走馬時代
- 特記事項なき場合、本節の出典はJBISサーチ[3]、EQUIBASE[2]

1999年12月21日、阪神競馬場での新馬戦でデビューし、1着。年明けて2戦目のシンザン記念はダイタクリーヴァの5着に終わるが、続く500万下条件特別のこぶし賞を勝って東上し、弥生賞でも1番人気に推されてエアシャカール以下を封じて重賞初制覇とした。このあと最有力候補と見なされた皐月賞に向かう予定も、田原から『走りに覇気が無い』という理由で皐月賞を回避する。この際に管理する田原成貴が馬主の関口房朗に説明をしないまま回避を明らかにしたため関口が激怒し、森秀行厩舎へ転厩させた。皐月賞回避後は長期休養に入り、翌2001年2月に復帰して白富士ステークス5着、大阪城ステークス12着ののちアメリカに渡り、ニール・ドライスデール厩舎に転厩。7月26日デルマー競馬場でのオプショナルクレーミング競走で2着としたのち、9月にマンノウォーステークスに出走もウイズアンティシペイションの4着に入ったあとは負傷もあって出走歴はなく、2002年秋に引退した。

## 競走成績
以下の内容は、JBISサーチ、netkeiba.com、EQUIBASEに基づく。
| 年月日     | 競馬場           | 競走名                   | 格   | 距離（馬場）  | 頭数 | 枠番 | 馬番 | オッズ（人気） | 着順 | タイム （上り3F） | タイム差/着差 | 騎手              | 斤量 [kg] | 勝ち馬/（2着馬）     |
| ---------- | ---------------- | ------------------------ | ---- | ------------- | ---- | ---- | ---- | -------------- | ---- | ----------------- | ------------- | ----------------- | --------- | -------------------- |
| 1999.12.11 | 阪神             | 3歳新馬                  |      | 芝1400m（良） | 13   | 2    | 2    | 006.70（3人）  | 01着 | 01:24.0 (35.2)    | -0.1          | 藤田伸二          | 54        | （アドマイヤレース） |
| 2000.01.09 | 京都             | シンザン記念             | GIII | 芝1600m（良） | 15   | 5    | 8    | 004.90（2人）  | 05着 | 01:36.2 (35.6)    | -0.8          | 藤田伸二          | 55        | ダイタクリーヴァ     |
| 0000.02.12 | 京都             | こぶし賞                 | 500  | 芝1600m（良） | 16   | 3    | 5    | 002.40（1人）  | 01着 | 01:34.3 (34.8)    | -1.0          | 藤田伸二          | 55        | （テンペストシチー） |
| 0000.03.05 | 中山             | 弥生賞                   | GII  | 芝2000m（良） | 16   | 4    | 7    | 003.30（1人）  | 01着 | 02:02.3 (35.9)    | -0.2          | 藤田伸二          | 55        | （エアシャカール）   |
| 2001.02.03 | 東京             | 白富士S                  | OP   | 芝2000m（稍） | 10   | 5    | 5    | 001.70（1人）  | 05着 | 02:01.6 (36.4)    | -0.7          | 藤田伸二          | 55        | エーピーグリード     |
| 0000.03.10 | 阪神             | 大阪城S                  | OP   | 芝2000m（良） | 13   | 6    | 10   | 001.70（1人）  | 12着 | 02:01.8 (38.1)    | -2.5          | 藤田伸二          | 56.5      | タマモヒビキ         |
| 0000.07.26 | デルマー         | オプショナルクレーミング |      | 芝9f          | 6    | 5    | 6    |                | 02着 |                   | （アタマ）    | G. スティーヴンス | 54        | Quianlong            |
| 0000.09.08 | ベルモントパーク | マンノウォーS            | G1   | 芝11f         | 8    | 4    | 4    |                | 04着 |                   | （4馬身3/4）  | G. スティーヴンス | 57        | With Anticipation    |

- アメリカ2戦での斤量はkg換算に統一
- PP：枠番、Pgm：馬番

## 引退後
2003年からカリフォルニア州のマガリファームで種牡馬生活に入り、のちにニューメキシコ州のウェザーリーファームに移動し、2020年度は種付料2000ドルで供用されていた。。繋用された牧場が閉鎖され廃用となり、所有者不明のまま2024年2月セリ市に居たところ発見され、支援を求めていたが2000ドルで購入という形でアラバマ州のキングスフィッシャーファームに保護された。。保護された当時は毛づやが悪く健康状態も悪化していた。
愛称「Z」と呼ばれ、キングスフィッシャーファームの関係者からか可愛がられていたが2024年3月9日死没。享年27歳。

## 血統表
| フサイチゼノンの血統                               | フサイチゼノンの血統                                 | フサイチゼノンの血統                               | （血統表の出典）                                   | （血統表の出典） |
| 父系                                               | ヘイロー系                                           | ヘイロー系                                         | ヘイロー系                                         | [ § 2 ]          |
| 父 * サンデーサイレンス Sunday Silence 1986 青鹿毛 | 父の父Halo 1969 黒鹿毛                               | Hail to Reason 1958 黒鹿毛                         | Turn-to                                            | Turn-to          |
| 父 * サンデーサイレンス Sunday Silence 1986 青鹿毛 | 父の父Halo 1969 黒鹿毛                               | Hail to Reason 1958 黒鹿毛                         | Nothirdchance                                      |                  |
| 父 * サンデーサイレンス Sunday Silence 1986 青鹿毛 | 父の父Halo 1969 黒鹿毛                               | Cosmah 1953 鹿毛                                   | Cosmic Bomb                                        | Cosmic Bomb      |
| 父 * サンデーサイレンス Sunday Silence 1986 青鹿毛 | 父の父Halo 1969 黒鹿毛                               | Cosmah 1953 鹿毛                                   | Almahmoud                                          |                  |
| 父 * サンデーサイレンス Sunday Silence 1986 青鹿毛 | 父の母Wishing Well 1975 鹿毛                         | Understanding 1963 栗毛                            | Promised Land                                      | Promised Land    |
| 父 * サンデーサイレンス Sunday Silence 1986 青鹿毛 | 父の母Wishing Well 1975 鹿毛                         | Understanding 1963 栗毛                            | Pretty Ways                                        |                  |
| 父 * サンデーサイレンス Sunday Silence 1986 青鹿毛 | 父の母Wishing Well 1975 鹿毛                         | Mountain Flower 1964 鹿毛                          | Montparnasse                                       | Montparnasse     |
| 父 * サンデーサイレンス Sunday Silence 1986 青鹿毛 | 父の母Wishing Well 1975 鹿毛                         | Mountain Flower 1964 鹿毛                          | Edelweiss                                          |                  |
| 母 エリザベスローズ 1989 栗毛                      | 母の父* ノーザンテースト Northen Taste 1971 栗毛     | Northern Dancer                                    | Nearctic                                           | Nearctic         |
| 母 エリザベスローズ 1989 栗毛                      | 母の父* ノーザンテースト Northen Taste 1971 栗毛     | Northern Dancer                                    | Natalma                                            |                  |
| 母 エリザベスローズ 1989 栗毛                      | 母の父* ノーザンテースト Northen Taste 1971 栗毛     | Lady Victoria                                      | Victoria Park                                      | Victoria Park    |
| 母 エリザベスローズ 1989 栗毛                      | 母の父* ノーザンテースト Northen Taste 1971 栗毛     | Lady Victoria                                      | Lady Angela                                        |                  |
| 母 エリザベスローズ 1989 栗毛                      | 母の母* ノーベンバーローズ November Rose 1982 黒鹿毛 | Caro                                               | * フォルティノ                                     | * フォルティノ   |
| 母 エリザベスローズ 1989 栗毛                      | 母の母* ノーベンバーローズ November Rose 1982 黒鹿毛 | Caro                                               | Chambord                                           |                  |
| 母 エリザベスローズ 1989 栗毛                      | 母の母* ノーベンバーローズ November Rose 1982 黒鹿毛 | Jedina                                             | What a Pleasure                                    | What a Pleasure  |
| 母 エリザベスローズ 1989 栗毛                      | 母の母* ノーベンバーローズ November Rose 1982 黒鹿毛 | Jedina                                             | Killaloe                                           |                  |
| 母系(F-No.)                                        | ノーベンバーローズ(USA)系(FN:16-a)                   | ノーベンバーローズ(USA)系(FN:16-a)                 | ノーベンバーローズ(USA)系(FN:16-a)                 | [ § 3 ]          |
| 5代内の近親交配                                    | Almahmoud 4 × 5 = 9.38%、Lady Angela 5 × 4 = 9.38%   | Almahmoud 4 × 5 = 9.38%、Lady Angela 5 × 4 = 9.38% | Almahmoud 4 × 5 = 9.38%、Lady Angela 5 × 4 = 9.38% | [ § 4 ]          |
| 出典                                               | 1. 2. 3. 4.                                          | 1. 2. 3. 4.                                        | 1. 2. 3. 4.                                        | 1. 2. 3. 4.      |

- 全弟にアグネスゴールド、リミットレスビッド[13]
- そのほかの近親にナターレ、ガイアフォース